# 近藤日出造
近藤 日出造（こんどう ひでぞう、1908年2月15日 - 1979年3月23日）は、日本の漫画家。本名は近藤 秀蔵。長野県更級郡稲荷山町出身（読みは同じ）。
戦中から昭和後期にかけて政治家の似顔絵を主とする1コマの政治風刺漫画を中心に描いた。似顔絵は、手塚治虫が「似顔絵の名手」と評する腕前だった。

## 略歴

### 生い立ち
近藤が各所に文章として残した略歴は誇張や創作が加わっているらしく、書いた時期や媒体によって内容がまちまちであり、特に少年期の就職についての詳しい時期や順序は不明であるが、峯島正行の調査などにより、少なくとも以下のことが判明している。
近藤は1908年（明治41年）、長野県更級郡稲荷山町（のちの千曲市稲荷山）で生まれた。生家は衣料品・雑貨商の「丸三商店」。6人兄弟の次男。高等小学校を卒業後、東京・浅草に住む叔父（母の弟）の紹介で、日本橋三越図書部の店員となるが、半年足らずで脚気をわずらい、帰郷。その後長野市内の洋服店に仕立職人として奉公に入るが、当時の商家の風潮だった「主人はうなぎの蒲焼きを食べているのに、俺たちは味噌汁と漬物だけ」という差別的境遇に耐えられず、これも辞職している。その後は家業に専念した。
実家にいたある日、近藤は洋服の入っていた空き箱に熱した火鉢を当てて焦がし、絵を描いていた。それを見た近藤の父が、『朝日新聞』の懸賞漫画に応募することをすすめ、入選した近藤は賞金3円を得た。このほか、雑誌に漫画を投稿し、入選を重ねる。漫画家を将来の目標に定めるようになり、東京美術学校（美校）への入学を目指して、1928年（昭和3年）ごろ、叔父を頼って再度上京する。

### 漫画家デビュー
上京したものの、中等学校を卒業していない近藤には美校の受験資格がないことがわかり、入学を断念。叔父の親類の知り合いに宮尾しげをがおり、宮尾を通じて岡本一平を紹介され、岡本の「一平塾」に入門した。「一平塾」の同窓だった矢崎茂四にゲオルグ・グロッスの画集を見せられ、強い影響を受けた。またこの間、岡本の『一平全集』の編集にたずさわり、版下再作成のため、他媒体に印刷された岡本の漫画のトレースを担当したほか、東浦漫画製作所で短期間アニメーションの制作に従事した。
翌年5月、のちに近藤と行動をともにする杉浦幸雄が「一平塾」に入門。同年に近藤秀三の名で第4次『東京パック』昭和4年2月号に寄稿して実質的なプロデビューを果たす。翌月号から近藤日出造に改名したものの、『東京パック』の編集方針に抵抗を感じ、8月号を最後に『東京パック』を去り、対抗誌として創刊されたばかりの『月刊マンガ・マン』に移って、漫画執筆のほか編集にたずさわる。近藤はこのころまでアイディア主体のナンセンス漫画を志向したが、このとき出会った横山隆一の技術に感服し、「横山のナンセンス漫画はわれわれ凡人の及ぶところではない」「あいつと違った道を行かねば、とても将来は覚束ない」「横山が不得意とする分野を開拓しよう」と、似顔絵に活路を求め、1930年（昭和5年）に『九州日報』の嘱託となり、初めて政治漫画を描きはじめた。
当時の漫画界は岡本や北澤楽天に代表される既成の漫画家が活動の枠を独占していたことから、1932年（昭和7年）6月に、近藤、杉浦、横山ら若手漫画家たちは、雑誌連載のチャンスを求め、「新漫画派集団」を結成した。団員が合同で仕事を請け負い、収入を分け合うための事務所を構え、生活を安定させる。近藤は自身の政治漫画が集団にもたらす収入と「面倒見のよさ」「親分肌」によって、横山とともに集団のリーダーとして頭角を現していった。
近藤は1933年（昭和8年）に読売新聞社の嘱託となって、『読売新聞』の政治漫画を担当しはじめる。『読売新聞』では、政治漫画の他にルポルタージュ的なエッセイやインタビューといった文章も掲載した。この頃記者だった原四郎や高木健夫は近藤について「絵よりも文章のほうがうまい」と評した。また近藤は同年、横山隆一の妹と結婚した。1938年（昭和13年）に読売新聞社を退社し、以降は同紙にフリーの立場で寄稿した。

### 雑誌『漫画』と漫画家グループの合同
新体制運動の高まりの中、漫画界では漫画発表の場の狭まりが危惧されていた。1940年（昭和15年）のある日、若手漫画家グループの「新鋭漫画グループ」および「三光漫画スタジオ」のメンバーが「新漫画派集団」の事務所をおとずれ、今後の生活の不安を近藤らに訴えた。近藤は新鋭、三光ほか各漫画グループやフリーの漫画家のもとに出向き、意見を集約した。こうして同年8月、「新日本漫画家協会」が設立された。
漫画団体の統合と「新日本漫画家協会」の設立に近藤が奔走したことについて、峯島正行は「軍や情報局等の権力者の手で統制的な団体を作らされ、日常の行動や仕事の内容までその指導下、指揮下に入らされるのを危惧して、自分たちの力で、先手をうって連合体を作ったと考えるのが至当であろう」「権力から漫画、漫画家への干渉があった場合、この団体を受け皿にして、なるべく漫画家の自由が損なわれないようにしようと考えていたのではないか」としている。近藤が翼賛体制に反発的であったことは、大政翼賛会の文化部長だった岸田國士が、近藤と横山隆一に副部長の就任要請を出した際に、同時に「ピシャリと」断ったことや、のちに雑誌メディアの統合が画策された際、断筆をちらつかせて抵抗したこと（後述）に示されている。杉浦幸雄も「大政翼賛会から集団（＝引用者注：新漫画派集団）を応援しようと言ってきたのをきっぱり断ったのは近藤だった」とし、「役人のいう通りになってはいい漫画は描けない」と近藤が発言したという証言をおこなっている。ともあれ、漫画家たちの生活の保証を目的としたこの頃の近藤の動きは、権力への抵抗という点では最終的に失敗し、戦後に批判にさらされることになる（後述）。
雑誌『漫画』は、近藤の師である岡本一平、平福百穂、下川凹天ら、「東京漫画会」（後の日本漫画会）系の漫画家によって1917年（大正6年）1月に創刊された、「漫画社」の発行による漫画雑誌であったが、当時経営危機におちいっていた。大政翼賛会や海軍の印刷物の発注先だった「協栄印刷」の経営者・菅生定祥（すがおい さだよし）は、翼賛会宣伝部の川本信正から「なんとかならないか」と、『漫画』の経営再建を依頼された。
これとは別に、第一徴兵保険（東邦生命の前身）に勤務しながら『銀座』というファッション雑誌を発行していた、漫画愛好家の山下善吉が、総合漫画雑誌を作る計画を持っていた。この話を持ち込まれた新漫画派集団の誰かが、雑誌を新日本漫画家協会の機関誌として創刊するなら、用紙の確保や発刊が容易だろうと考え、アイデアを山下に提案したとみられている。やがてこれらの異なった計画が組み合わさり、『漫画』に近藤を編集統括者として迎え、新たに新日本漫画家協会の機関誌として発刊していくこととなった。この山下版『漫画』は1940年（昭和15年）10月に刊行を開始した。
しかし、山下個人の資金に頼っていた『漫画』は、1941年（昭和16年）5月ごろには経営破綻の状態におちいる（峯島によると、菅生はこの段階ではじめて近藤に接触し、『漫画』の再建を申し出たとしている）。このとき、新聞メディア統合の実績があった前田久吉が『漫画』と大阪の『漫画日本』の統合を画策したが、それを聞いた近藤は「無理に合併を進めても自分は執筆しない」と拒否した。また、大阪毎日新聞社による漫画社の買収案についても、近藤は「そんなことになったら俺は土工になって筆を折る」と、激しい調子で拒絶した。
山下版『漫画』の経営破綻や統合・買収計画と、菅生と近藤の出会いの前後関係は定かでないが、彼らが会ったのち、菅生によって合資会社「漫画社」が新たに設立され、自主自立による経営再建が図られることになった。その後、菅生による川本への働きかけによって、1941年7月号から表紙に「大政翼賛会宣伝部推薦」の表記が入り、さらに翌月には「新日本漫画家協会機関誌」の表記が消えた。これ以降『漫画』の編集権を失った新日本漫画家協会は団体としての実態がなくなり、さらに事実上、一部の漫画界が戦争完遂を目的とした国家総動員体制に否応なく組み入れられることになった。
『漫画』は「見る時局雑誌」の副題が書かれ、一種のプロパガンダ的役割を帯びていた。『漫画』誌上で近藤は、得意の似顔絵を用いてルーズベルト、チャーチルなど連合国軍の首脳を徹底的に攻撃する一方、同盟国のドイツのゲッベルスらを賞賛する漫画を描いた。『漫画』には似顔漫画の他、将校待遇の記者として派遣された漫画家が戦地の様子を描いたルポルタージュ漫画、軍人や高級官僚らとの対談記事などが掲載された。

### 戦中・戦後

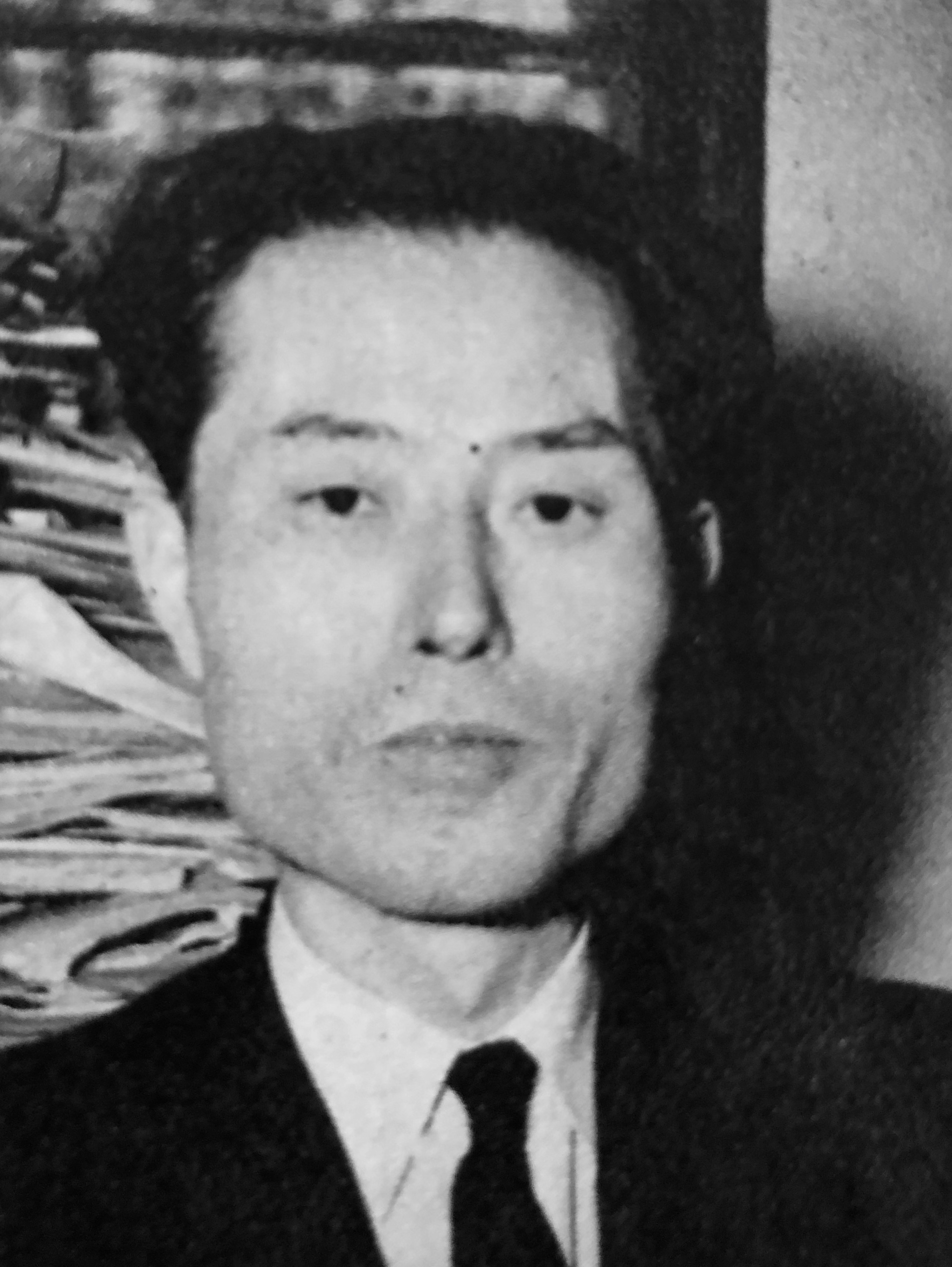
1955年

1943年（昭和18年）5月1日、近藤は「大東亜漫画研究所」の結成に関わった。これは海軍報道部の依頼による、宣伝工作のための協力機関であったが、漫画界の長老グループによる「日本漫画奉公会」の活動に対する、若手・中堅グループの反抗という側面や、「漫画社」の設立にともなって再度バラバラになっていた集団、三光、新鋭、「漫画協団」といった各グループの再合同の側面を含んでいた。陸軍報道部側の団体として「報道漫画研究会」も作られ、ほぼ同一のメンバーが加入した。この頃、近藤は陸軍報道班員としてボルネオ島に派遣されている。
戦争の激化にともない、近藤は1944年（昭和19年）9月、家族を長野県上田市に疎開させ、自身は東京・芝神谷町の借家で、那須良輔、横井福次郎、和田義三らと共同生活を送った。その借家は1945年（昭和20年）3月10日未明の東京大空襲で焼かれ、近藤も上田に疎開する。同年7月に応召され、熊本の臨時編成部隊に配属される。程なく終戦を迎えたが、部隊が山中に立てこもって抗戦をはかると主張した。近藤は数人の隊員とともに、8月16日の深夜、ひそかに部隊から脱走し、上田に帰った。
『漫画』は、1944年11月29日の空襲によって協栄印刷が破壊されていたが、生還した菅生によって発行が続いていた。第二次世界大戦終結後の1946年（昭和21年）1月に近藤が『漫画』に描いた似顔漫画は、東條英機が檻に閉じ込められているものであった。『漫画』は近藤主宰の漫画雑誌として刷新され、加藤芳郎、西川辰美、横山泰三ら、戦後に活動する漫画家たちの登竜門となったのち、1951年（昭和26年）6月に、カストリ雑誌の隆盛にともなう出版不況のあおりを受けて休刊する。
近藤は復員後、自身の門下の塩田英二郎宅へ身を寄せ、『漫画』の体制刷新のほか、杉浦、横山らとともに、「新漫画派集団」の後身として「漫画集団」を結成し、引き続き率いた。そして1945年12月から、同盟通信社出身者によって創刊された新聞『民報』の嘱託となる。『民報』で近藤は、両手のない昭和天皇を描いた似顔漫画を書き、同紙の発禁処分をもたらしている。 『民報』時代の同僚だった片寄みつぐによれば、当時の近藤は「庶民的ないみのアナーキストといった立場で、右も左もなく割合なげた感じで描いていた」という。
1947年（昭和22年）10月に読売に再入社し、1976年（昭和51年）1月まで『読売新聞』政治面の政治漫画を描き続けた。やがて『読売新聞』や『週刊読売』に連載した似顔絵のイラストを添えたインタビュー記事『やァこんにちわ』で評価を得て、「軽評論家」という肩書で呼ばれるにいたった。戦後における近藤の作風の変遷について、評論家・作家の木本至は「吉田政権が固まると、根が保守だけに毒が薄れていく」と厳しく批評している。
1964年（昭和39年）に日本漫画家協会初代理事長に就任。近藤は「わが家の自分のへやで、自分の考えで、自分の仕事をすればよろしい。会などわずらわしいだけだ（『東京新聞』1964年12月16日付）」と当初は消極的であったが、小島功らに「現状では若いマンガ家は生活が悪くて、よい仕事ができない（同紙）」と説得され、最終的に就任を受諾した。

### 晩年の苦境
1965年（昭和40年）、新たに漫画科（通称「漫画学校」）が創設された専修学校・東京デザインカレッジの理事兼特別講師に就任した。これと並行し、近藤と、当時「三協美術印刷」を経営していた菅生は1967年（昭和42年）末、新生「漫画社」から『漫画』を復刊させた。
この復刊版『漫画』はA4判・上質紙60ページという雑誌としては異例のパッケージが取次業者に敬遠され、ほとんど販売ルートに乗らなかった。また、若手漫画家をほとんど起用しなかった。峯島はこの復刊版『漫画』について、漫画編集者の立場から「新鮮味のある内容ではなかった」「『漫画』がそのまま復活したような感じ」「熟年雑誌」「時代逆行も甚だしい」と酷評している。復刊版『漫画』は翌年の1968年（昭和43年）に廃刊し、「漫画社」は2000万の負債を抱えた（「漫画社」は以降数年間のみ債務を持つだけの休眠会社となり、近藤はその間、自ら社主として「漫画アイデアセンター」を新たに設立している）。
さらに、東京デザインカレッジの元役員の放漫経営が発覚。3億5000万円にのぼる負債を抱えていることが判明したうえ、残された理事がいつの間にか連帯保証人にされ、近藤を含めて1人あたり3000万円の借金を返す算段に迫られた（同校は1969年末に倒産）。そして、1969年（昭和44年）から翌年にかけては、近藤個人による長期連載の仕事が相次いで終了した。
近藤は借金の返済と、漫画社で「働いていた若い人の働き場」のため、政党や事業団体がPRとして配布するための、広告およびパンフレット制作の請負事業に乗り出すことにした。『漫画』に付録のアンケートを送ったことのあった笹川良一を通じ、自由民主党とのあいだで、党が近藤らの作った冊子を買い取って負債を補填する計画がまとまった。1969年、近藤、杉浦、那須、牧野圭一、大下健一の執筆による漫画パンフレット『安保がわかる』が発行された。漫画社の専務（のち社長）・樋口信によれば、1冊あたりの買い取り定価を50円程度に設定し、80万部出版し、全国の図書館・学校のほか、財界や宗教団体に行き渡ったという。主要な報道メディアの論調は日米安保条約を破棄する立場に傾いていたため、近藤は激しい批判にさらされることとなった。このほか政界向けの公害問題パンフレット『猿の鼻毛』（1971年）、民社党の政策集『心配にっぽん、この道がある』（1972年）、外務省広報課のパンフレット『これからの日本外交 大平外務大臣に聞く』（1973年）などを発行した。
近藤は1972年（昭和47年）に、一時休眠していた「漫画社」を再建。「漫画集団」との連携を深め、集団メンバーのうち杉浦幸雄と横山隆一が取締役、鈴木義司、富永一朗らが株主となった（牧野圭一と加藤芳郎はのちに株式を手放し、漫画社との関係を絶った）。「漫画社」は電気事業連合会（電事連）のパンフレット『電気は心 原子力発電を考える』（1974年）を皮切りに、原子力発電関連の広報に着手。以降長年、「漫画社」は電事連の事実上の窓口となり、年間150万円の看板料で「漫画集団」メンバーに、広報のための漫画やカットを請け負わせたとされる。このことについても、近藤の死後に刊行された雑誌『COMIC BOX』などで大きな批判を受けた。
近藤は1976年（昭和51年）1月、読売新聞社近くのレストランで夕食をとっている最中に脳卒中で倒れ、慈恵医大病院に運ばれた。利き手側の右半身麻痺と言語障害の後遺症が残り、同年5月に日本漫画家協会理事長を辞任し、同年9月に読売を退社。以降は引退状態となった。この前後、次男（1973年）と妻（1978年）に相次いで先立たれている。
1979年（昭和54年）、肺炎のため転院先の東京・江古田の武蔵野療園病院で死去。71歳没。死去時点で、「漫画学校」関連の債務が6万円残っていたという。死後、横山隆一の次男によって自叙伝の草稿が発見された。『近藤日出造の世界』にその多くが収録されている。

### 受賞・叙勲歴
- 1974年（昭和49年） 紫綬褒章[2][51]
- 1975年（昭和50年） 勲三等瑞宝章 - 漫画家として初[52]
- 1975年（昭和50年） 第23回菊池寛賞[2][51]

### 門下
戦前からの弟子
西川辰美、塩田英二郎
第1次『漫画』の投稿者から近藤の門下になった人物
六浦光雄、加藤芳郎、谷内六郎ら
第1次『漫画』廃刊以降の弟子
金親堅太郎、改田昌直、中村伊助、境田昭造、森田成男、佐川美代太郎、牧野圭一、安岡アキオ、多々羅圭ら

## 顕彰
- 郷里の稲荷山に「更埴ふる里漫画館（のち、千曲市ふる里漫画館）」が開館し、作品や実際に使用していた机が常設展示されている[55]。
- 読売新聞社が1984年から2009年まで主催していた「読売国際漫画大賞」には、副賞にあたる「近藤日出造賞」が併設されていた。

## 人物
性格と嗜好
- エラの張った四角い輪郭の顔が特徴だった。若手時代、師・岡本一平に「君の顔はエラが張って大きいから眼鏡を掛けたほうが格好がつくぞ」と言われたのを真に受け、丸いレンズの伊達眼鏡を着用していた。近藤とよく遊んだ横山隆一の子供たちは「ゲタゾーおじさん」とあだ名した。
- 実弟の思い出によれば、幼少期の近藤は冗談好きでひょうきんな子供だったというが、後年には「故意に、重々しいポーズを取」るようになった。
- 「漫画集団」のメンバー以外に私的な交際をしなかった。読売の原四郎によれば、近藤は「全く社内では孤立した存在として通した」という。
- 長女は家庭での近藤について、「実に無頓着きわまりない人物」と書き残している。また、長男によれば「自分のそばで家族が重いものを動かしていても、決して手を出さないような人であった」という。
- 物欲がなく、服は数着しか持たなかった。趣味もなかった。
- 酒はほとんど飲まなかったが、たまに宴席に参加した際は決まって「どじょうすくい」を披露した。
- 瑞宝章の受章内定時、「俺は無冠の帝王。賞罰いっさい無しでいく」として、固辞する姿勢を見せたが、漫画社などの関係者に今後の同業者の受章に先鞭をつけるために、と説得され、受章に応じた。

同業者に対する評価
- 近藤は『週刊朝日』1949年4月24日号の特集「子どもの赤本 俗悪マンガを衝く」で横山隆一、清水崑とともにインタビューに答え、当時隆盛だった赤本漫画に対し「絵というようなものじゃない」と断じ、さらに『中央公論』1956年7月号では「子供漫画を斬る」と題するエッセイを発表し、「これらの作者と一緒くたにして『漫画家』と呼ばれることが、腹立たしいほどだ」と述べた（ただし、赤本出身である手塚治虫については「さすが格段の腕前」とおおむね許容的であった）。雑賀忠宏は「マンガ界における職業位階の正統性の構造が透けて見える」と評し、結果的に1950年代の「悪書追放運動」にいたる、既存メディアによる児童向け漫画バッシングをめぐる、漫画界を含む社会のとまどいの表象ととらえている。

## 作風と評価

### 画風と制作姿勢
- 「漫画とは絵画と文学を合体させた純粋芸術」との信念を持っており、安易な妥協や迎合を許さなかった。杉浦幸雄によると、「新漫画派集団」発足直後に、出版社から来た「大人から子供まで楽しめる漫画」を描いてほしい、という曖昧かつ虫のいいオファーをした編集者に怒り、追い返したことがあった[64]。
- 近藤は読売新聞社の論説委員室に自分の机を持ち、社内ですべての仕事を済ませ、自宅では一切執筆をしなかった[47]。自宅には「机一つ、絵筆一本、絵具一箱、画用紙一枚もなかった[47]」という。
- 初期の画風は、ペンとケント紙による「繊細で鋭角的な画[65]」であったが、やがて墨汁をつけた細筆と水彩画用の画用紙を用いるようになった[47]。筆だけは銀座の「東京鳩居堂」で買っていたが、それ以外の道具は「その辺の文房具屋のどこでも売っているような」ものを用いた[47]。
- 加藤芳郎は、近藤と横山隆一の画風の違いを落語家の芸風になぞらえ、「近藤さんは文楽、横山さんは志ん生[66]」と端的に評している。

### 活動についての批判
- 近藤は、漫画の内容をめぐって、少なくとも3回、憲兵隊に連行・勾留されている。
判明している最初の例は『九州日報』における軍事予算の膨大化を風刺する漫画で、上半身が完全重装備、下半身がふんどしだけの裸の人物が、重みでふらついている、というものであった[67]。
『読売新聞』では、やはり軍事費増大の風刺で、やせた裸の「国民」が、泣きながら重い武器を背負って針の山を登る漫画[20]および、外交のため上海に渡った陸軍大臣・林銑十郎が虎を土産として持って帰る様子を描くことで、同時期に流行した「上海コレラ」を連想させる漫画[20]（※コレラは漢字で「虎列剌」など虎の字を当てたことにちなむ）によって本部に連行された。
いずれも、処分は免れている。「卑屈なぐらい平謝まりに謝まった[20]」ことで釈放されたのだという。のちに近藤は峯島正行に対して、「おろかなものを相手のときは、こっちもおろかになることが一番いいんだよ」とこの思い出を語っている[20]。
- 近藤は戦後にも、雑誌に掲載された作品をGHQによって検閲された結果、SUPPRESS（＝出版差止め）の処分を下されている。
判明している例に、『漫画』1946年（昭和21年）1月号に寄稿した「あなたまかせの民主ステップ」と題する漫画（体の大きな進駐軍兵士が、体の小さな和装の女性を振り回すようにして、無理にダンスの相手をさせている内容）[23]、『食と生活』同年7月号の「飢餓物語」（食糧不足に苦しむ民衆を描いた連作）[68]がある。
- 近藤は戦中・戦後の活動について、石子順造、櫻本富雄、梶井純らから「主義主張を完全に翻した態度は、転向である」「漫画家にも戦争責任があるが、未総括である」として批判を受けた[69]。
近藤に擁護的な評伝を出版した峯島も、「漫画界の代表的人物であり、雑誌『漫画』という公器の責任者であったから、戦争の責任は全くないとはいえまい[70]」と断じている。ただし峯島は近藤の評価に大きく関わる『漫画』のイメージをなした要素として、創刊号巻頭であまりに体制におもねった漫画と漫文を寄稿した加藤悦郎の印象の強さと、経営難・紙不足につけ込んだ菅生や翼賛会宣伝部の久富達夫、川本信正の影響を示唆している[21]。
戦後、近藤は戦中の自身の行動について責任を感じていたとみられ、たびたび弁明を書いたり、発言したりしている。『漫画』昭和21年2月号における徳田球一との対談では、「政府の宣伝にうまうまと乗ったことが一つ、もう一つは、そういったものを描くよりほか私の家族が生きる術がなかった、ということが一つ。この錯覚と功利の上に立って、毎日毎日戦争に協力していた戦犯漫画家なんですよ」と発言している[71]。1946年末に戦犯容疑者が逮捕されだした頃には、塩田英二郎に向かって「俺は戦犯になるだろうか、どうせ巣鴨の拘置所に入るなら、梨本宮の隣りあたりに入りたいな[72]」と言ったという。死後発見された自叙伝草稿には「すう勢に流された物書き」「すう勢が悪しきすう勢だとすれば、悪さに添ったものを書き、人々にいくばくの影響を与えたという意味で有罪だろう」と書き残している[73]。
- 『安保がわかる』を出版した近藤は「体制派漫画家」として学生運動家などから非難を浴びる[要出典]など、「さまざまな誹謗中傷の的[52]」となった。杉浦幸雄によると、この際に近藤は「陸上の長距離競走で、一周遅れの選手をトップと見間違えることがあるだろう。世の中には、ラストを走っているのにトップと勘違いして、ギャーギャーわめくのがいるんだよ」と真意のはっきりしない軽口を叩き、意に介さないポーズを見せたという[52]。

## 著書
漫画
- 漫画研究資料講座 第2輯 漫画デツサン論（矢部友衛共著 日本漫画研究会 1935）
- 家庭科学漫画（東栄社 1942）
- にっぽん人物画 正・続（オリオン社 1964）
- 人の顔はなにを語るか（実業之日本社 ホリデー新書 1970）

エッセイ・コラム
- 模範産業戦士訪問記（共著 東京産業報国会編 漫画社 1943）
- 日出造膝栗毛（文藝春秋新社 1954）
- やァこんにちわ 第1‐2集（読売新聞社 1954）
- 絵のない漫画（鱒書房 1956）
- 海道うらばなし（六月社 1958）
- わが青春の懺悔録（編 雪華社 1958）
- この道ばかりは（杉浦幸雄共著 実業之日本社 1960）
- 孫子の兵法（読売新聞社 サラリーマン・ブックス 1962）
- 金 欲の皮の人間学（読売新聞社 サラリーマン・ブックス 1963）

小説
- 恐妻会（朋文社 1955）

パンフレット
- 安保がわかる（漫画社 1969）
- 日中私見（漫画アイデアセンター 1971）
- 猿の鼻毛（漫画アイデアセンター 1971）
- 心配にっぽん、この道がある（漫画社 1972）
- 赤はストップ（漫画社 1974）
- 電気は心 原子力発電を考える（漫画社 1974）
- 日本クリーニング（漫画社 1975）
- 公共メーター 受益者の義務（漫画社 1976）

## メディア出演
テレビ
- 雨・風・曇（日本テレビ 1956年6月 - 1959年11月） - 出演者のひとりをへて、2代目司会
- 春夏秋冬（日本テレビ 1959年12月 - 不明） - 司会。番組自体は近藤死去後の1982年まで続いている。

いずれも、近藤、奥野信太郎、徳川夢声、サトウハチロー、渡辺紳一郎、渋沢秀雄およびゲストによるトーク番組である。